# Parafia Wniebowzięcia Najświętszej Maryi Panny w Rogowie
Parafia Wniebowzięcia Najświętszej Maryi Panny w Rogowie - parafia rzymskokatolicka znajdująca się w archidiecezji łódzkiej w dekanacie brzezińskim. Mieści się przy ulicy Żeromskiego. Parafię prowadzą księża diecezjalni.

## Proboszczowie
Parafią zarządzali następujący księża:
- ks. Czesław Stańczak 1923–1926
- ks. Franciszek Psonka 1926–1928
- ks. Telesfor Kopydłowski 1928–1931
- ks. Stanisław Drzymała 1931–1935
- ks. Ignacy Kotlicki 1935–1954
- ks. Stefan Pietusiak 1954–1967
- ks. Stanisław Wira 1967–1973
- ks. Edward Nastałek 1973–2001
- ks. Andrzej Chycki 2001–2004
- ks. Jan Kozak 2004–2018
- ks. Andrzej Warszewik 2018-2021
- ks. Paweł Malinowski 2021-2023
- ks. Bogusław Jargan 2023-